# Осореяма
Осореяма (яп. 恐山 Осорэ-дзан, Осорэ-яма) — действующий стратовулкан, расположенный на полуострове Симокита в японской префектуре Аомори (северная часть острова Хонсю). Одна из трёх священных гор в японской мифологии. Является частью расположенного на полуострове национального парка. Высота вершины составляет 879 метров. В настоящее время вулкан является слабо активным — последнее извержение произошло около 1787 года. Название буквально означает «гора страха».

## В мифологии
Согласно легендам, в окрестностях вулкана и расположенного у подножия озера Усори расположены врата в преисподнюю.